# Pyrausta ploimalis
Pyrausta ploimalis là một loài bướm đêm trong họ Crambidae.